# Anaplectoides jaspidea
Anaplectoides jaspidea là một loài bướm đêm trong họ Noctuidae.